# Mukanahallipatna Amanikere, Gubbi
Mukanahallipatna Amanikere là một làng thuộc tehsil Gubbi, huyện Tumkur, bang Karnataka, Ấn Độ.